# Ophiogomphus reductus
Ophiogomphus reductus är en trollsländeart som beskrevs av Philip Powell Calvert 1898. Ophiogomphus reductus ingår i släktet Ophiogomphus och familjen flodtrollsländor. Inga underarter finns listade i Catalogue of Life.